# 鱼雷巡洋舰
鱼雷巡洋舰是一类使用鱼雷作为自身的主要攻击方式的军舰。1860年代，带动力自推进的怀特黑德鱼雷（又译“白头鱼雷”）问世，各主要海上强国立即纷纷开始建造鱼雷巡洋舰。随后綠水學派逐渐崛起，其所鼓吹的以鱼雷为主要武器、价格相对低廉的小型军舰，可以击败耗资巨靡的战列舰等大型军舰的主张，引起了众多国家海军的关注，尤其是其“以弱胜强”的概念，特别吸引诸多海军实力不足的国家的青睐，也引起了老牌海军强国如英国等的警惕。然而随着海军设计和技术的发展，鱼雷巡洋舰在1890年代在大国之间逐渐失去了吸引力，不过在次等海军中直到20世纪初（1900年代左右）依然有部分鱼雷巡洋舰建成。
在第二次世界大战期间，日本海军曾经将两艘球磨級輕巡洋艦改装成鱼雷巡洋舰（日本方面的非官方名称“重雷装艦”）。这种新复活的鱼雷巡洋舰与19世纪中后期所盛行的鱼雷巡洋舰不尽相同，主要目的是利用日军超远射程的九三式氧气魚雷，对盟军舰队进行突袭。随着战争进程的发展，日军“重雷装艦”的设计并没有机会得到实战检验，两艘改装舰都当成了高速运输舰使用。

## 历史

### 兴起

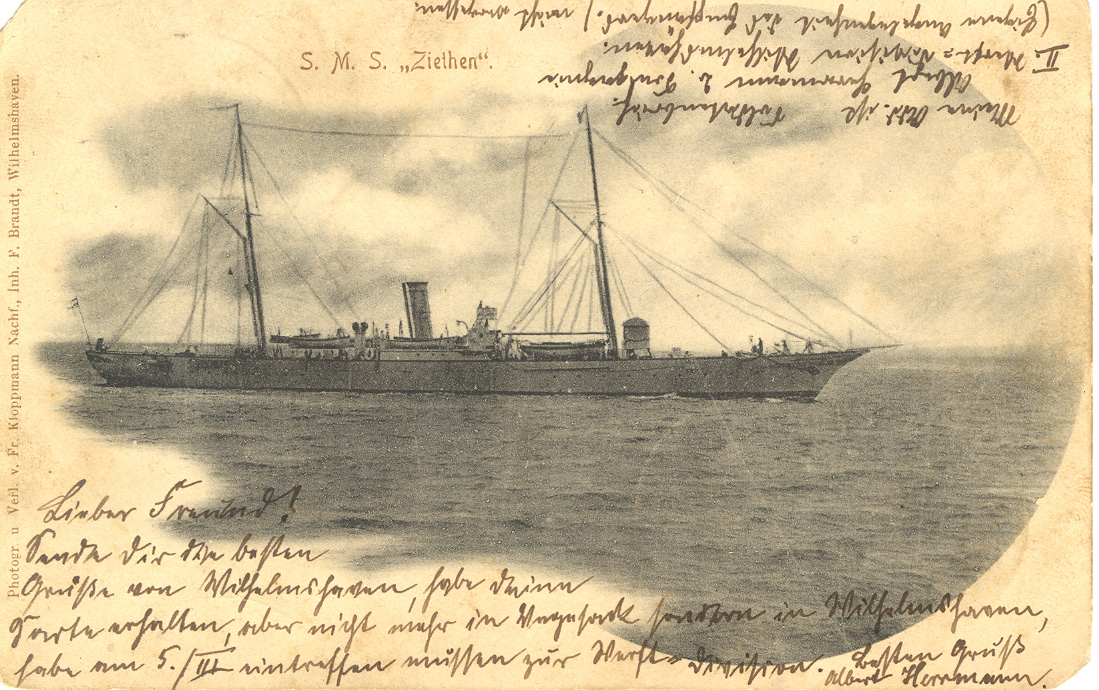
德国通报舰齐腾号通报舰，是最早的鱼雷巡洋舰之一

鱼雷巡洋舰源自于綠水學派（法語：Jeune Écol）的海军战略学说，认为当时欧洲各国正在建造的铁甲舰可以被小型的鱼雷舰艇消灭，而后者却花费低廉。德意志帝国成立后，德国海军对小型鱼雷用军舰的想法非常感兴趣，认为对于一支缺乏远洋海军传统的新兴海军来说，这种威力强大的小型军舰更加适合自身的发展策略。早期德国的鱼雷军舰都分类为通报舰，其中第一艘即为1876年下水的齐腾号。齐腾号最初只安装了两具380毫米鱼雷发射管，直到1878年才又加装两门120毫米火炮和6挺机枪。
德国海軍參謀本部对于鱼雷巡洋舰的热情，尤以列奧·馮·卡普里維海军中将主政时为甚。在此期间，德国海军共建造了8艘这种舰艇，用来与更小一些的鱼雷艇组成分队共同行动，配合水雷区和岸防炮进行防御。一艘典型的德国鱼雷巡洋舰通常包括3具鱼雷发射管，舰艏一具，中部两舷各一具；同时还装设有两门中口径火炮，分别一前一后安设，提供一定的火炮火力。此外在舷侧突出部还安装有一些小口径火炮，用以在面对鱼雷艇一类的小型舰艇时进行自卫。
就在和德国获得齐腾号差不多同一时间，義大利皇家海軍订购的皮亚托·米卡号也在1875年下水。皮亚托·米卡号只安装了一具鱼雷发射管，以及两挺机枪。在接下来的20年里，意大利海军还陆续建造了5级17艘鱼雷巡洋舰。
法國海軍在1879年也开始了相关的实验项目。最初的一艘米兰号，是一艘相对大一点的巡洋舰；其后法国军方也建造了若干艘和齐腾号类似的鱼雷通报舰。
奧匈帝國海軍的思路也大体与德国类似，都是用集群的鱼雷艇伴随鱼雷巡洋舰行动，基本上也仅限于亚得里亚海一带行动，用以攻击袭扰奥匈帝国沿岸地区的敌方大型军舰。

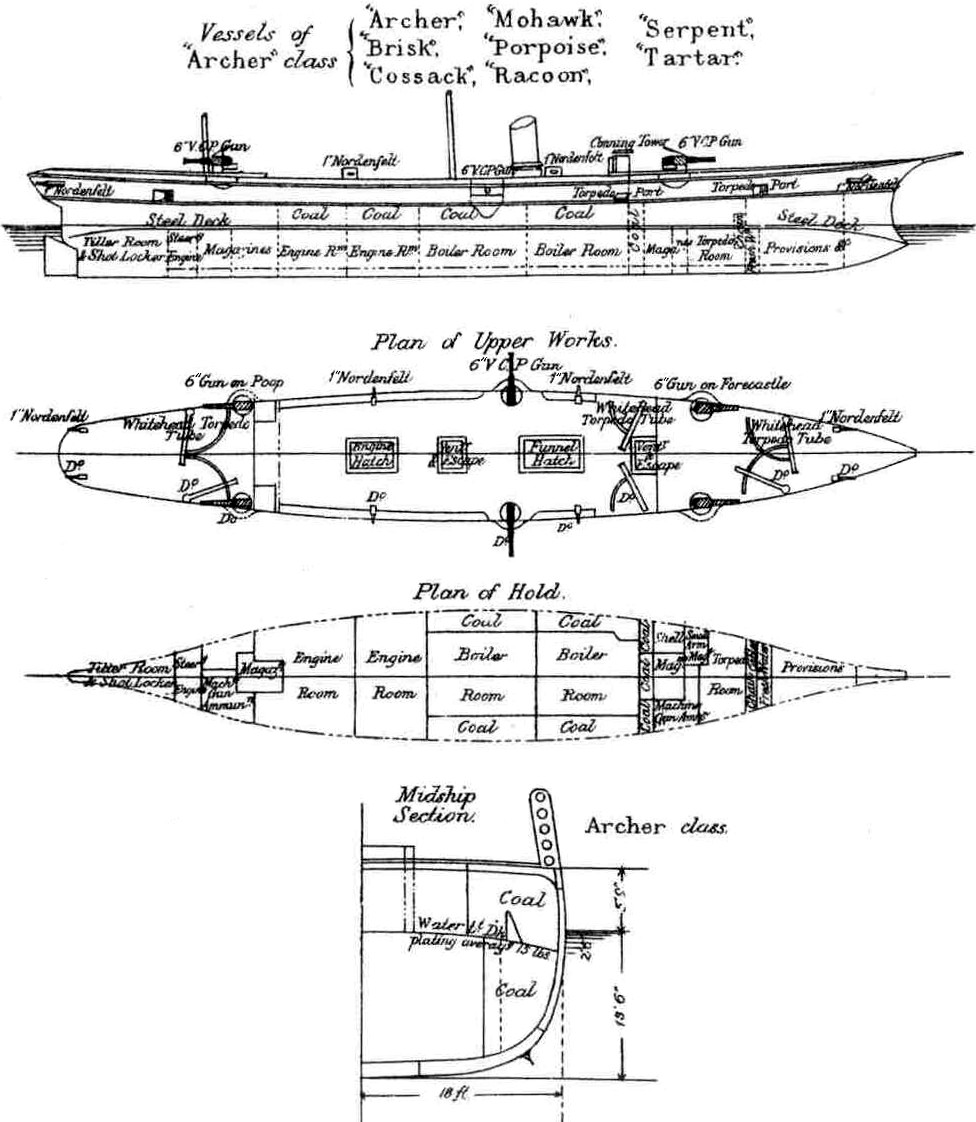
英国鱼雷巡洋舰射手号的线图

1880年代中期，奥匈帝国委托英国舰艇设计师威廉·怀特爵士设计了两艘鱼雷巡洋舰黑豹号和豹号。也在差不多的时间，英国海军部也对鱼雷巡洋舰表现出了兴趣，首先是1885年订购并于同年下水了单独的响尾蛇号，然后是两艘斥候级，旋即一口气设计并订购了一大批射手级，以及要更小一些的麻鹬级和秧鸡级两级。在这个时候，海军相关人士都普遍认为鱼雷巡洋舰代表了海军发展的主流方向。鱼雷巡洋舰拥有着炮艇的实用性、派遣船的航速，更重要的是其可匹敌铁甲舰的威力；相形之下，铁甲舰则难逃“平时千金难得，战时一文不值”的讥讽。
然而射手级的缺点很快就暴露了出来，其在狭小的船体内安装了大量的武器，导致适航性极差，很快就失去了英国海军部的青睐。原本预计要建造20艘之多的射手级最终订单缩减到只有8艘，而英国海军很快就彻底停止了设计后续舰型的计划。不过海军军官和舰艇设计师们都认为海军部其实是矫枉过正；他们呼吁，海军部应该适当削减一下舰载武器，而不是直接放弃了这一舰种。怀特爵士自己也一直在进行着新的鱼雷巡洋舰的设计，其中不乏蛇鲭级“三等巡洋舰”和更大一些的马拉松级“二等防护巡洋舰”。
南美洲国家海军中也不乏对此有意者。1891年，智利内战当中，智利鱼雷炮艇林奇海军上将号一举击沉布兰科·恩卡拉达号，使得鱼雷军舰一时名声大噪。
在世界各主要国家都在兴建鱼雷巡洋舰的时期，美國海軍是比较有实力的海军中唯一一支没有自己的鱼雷巡洋舰的。美国人其实也有过相关的研究，惟其“1号鱼雷巡洋舰”计划野心太大，要在有限的预算里实现很高的性能，这种不切实际的计划一路遇到各种挫折，最后不了了之。

### 衰落
1890年，阿尔弗雷德·赛耶·马汉发表了其划时代的著作《海权对历史的影响1660－1783》。在书中马汉呼吁各国海军专家应当摒弃綠水學派的理论；他认为海军应当将注意力集中在威力强大的战列舰上。也在同一时间，第一批现代的轻巡洋舰逐渐下水。这种新型的舰艇，如德国瞪羚级等，拥有着早期的鱼雷巡洋舰的航速和鱼雷武装，但船体更大，使其可以容纳更多火炮装备，也拥有着与防护巡洋舰相仿的防护能力。瞪羚级的装备历程就反映了这种思潮的变化：瞪羚号本身依旧延续着之前的理念，装备了3具鱼雷发射管，基本上就是放大版的鱼雷巡洋舰；而后续舰艇则只配备了舷侧鱼雷发射管，设计目的之一就是要参与组成战列线。
而另一种新兴的舰种则进一步动摇了鱼雷巡洋舰的位置。这种新类型名叫“鱼雷艇驱逐舰”，很快就简称为“驱逐舰”。1886年下水的西班牙军舰毁灭者号可以算是驱逐舰的先声，随后1892年英国提出了新式的勇气级的设计，比毁灭号更小但也更快。这一新生的事物随即迅速为各海军强国所接受。

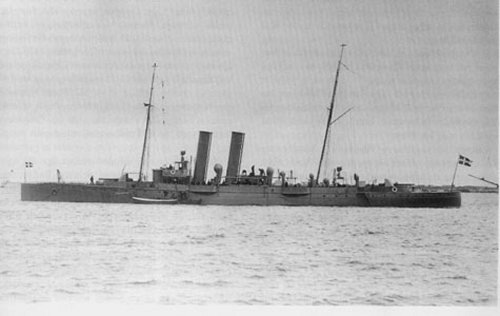
瑞典鄂尔嫩号

不过在其他一些相对弱势的国家中，德式的鱼雷巡洋舰还依然有着一定的需求。1890年代后期瑞典在本国建造了5艘鄂尔嫩级，其中鄂尔嫩号和雅各布·巴格号一直在瑞典海军中服役至1947年。德国的造船厂（由克虏伯船厂）还争取到了一些来自其他国家的订单：巴西海軍订购了3艘，乌拉圭海军订购了1艘，1907年奥斯曼海军订购的两艘佩伊克伊·谢夫克特级也分别建成。

### 俄国海军

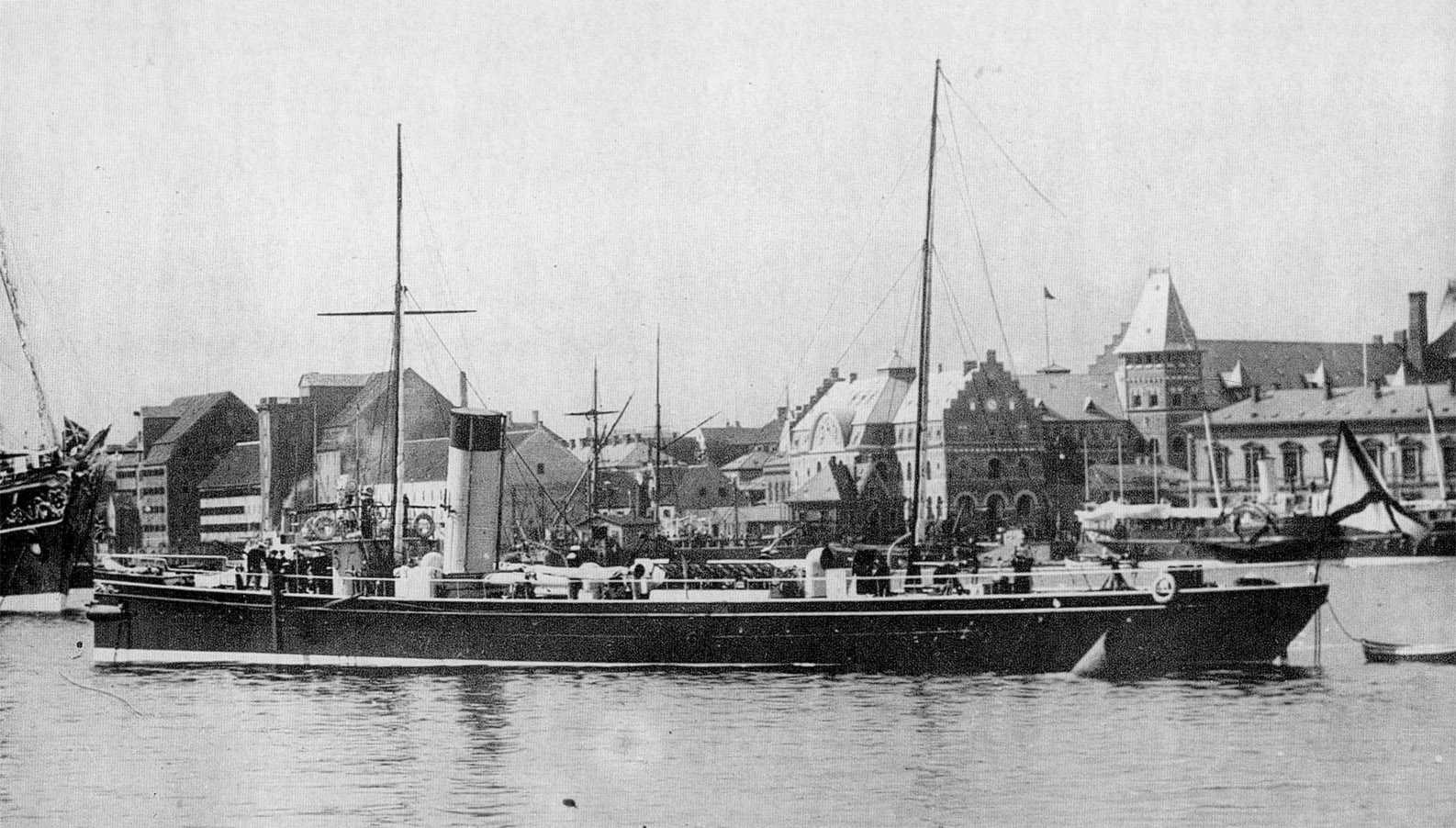
波罗的海舰队的鱼雷巡洋舰盖达马克号鱼雷巡洋舰

到十九世纪末，俄羅斯帝國海軍成了主要海军之中唯一一支还保持着可观的鱼雷巡洋舰的海军。尤其是在黑海，由于英法等国一直反对俄国、要求黑海非军事化等外交原因，也由于黑海相对狭小，俄国海军主要依赖鱼雷巡洋舰，代替大型的装甲巡洋舰和防护巡洋舰，遂行黑海地区的任务。
从1870年代起，俄国海军就建造了大批的鱼雷军舰，在1877年的[俄土战争 (1877年-1878年)|俄土战争]]中取得了不错的成绩。同样是在1877年，大型的鱼雷军舰弗兹里夫（Vzryv）号下水；1886年，第一艘专门作为鱼雷巡洋舰伊林中尉（Leytenant Ilyin）号下水，1889年第二艘同级舰下水。1890年代，又有6艘卡扎斯基（Kazarskiy）级、以及有着更强火力的阿布雷克（Abrek）号服役。这批鱼雷军舰在俄军中与英式驱逐舰一同服役，在1904年日俄战争爆发后，俄国又立即下达了多达24艘的订单。这种军舰有别于同时代的驱逐舰，其航速要慢一些，但体形更大、火力更强，适航性也更好。整个谢斯塔科夫中尉（Leytenant Shestakov）级都是完全由俄国人自己设计的，但为了加快生产进度，有部分舰艇委托给了德国造船厂进行建造。这批军舰大小和性能相近，拥有着25节的航速，三具457毫米鱼雷发射管，两门75毫米、4门57毫米火炮；舰型上不同于以前的鱼雷巡洋舰的高乾舷，而是采用了低乾舷、高船艏楼的设计。这种舰型设计最初流行于十九世纪末的巡洋舰中，不过后来的驱逐舰也大量应用了这种设计。
1907年，作为俄国内部对对马海峡海战的检讨的一部分，俄国对舰艇类别重新进行了划分，取消了鱼雷巡洋舰的分类。十九世纪建造的旧式鱼雷巡洋舰全部划入通报舰行列，而二十世纪新建造的舰艇则和大型鱼雷艇、驱逐舰等一同划分为舰队鱼雷艇（俄语：Эскадренный миноносец）。

### 第二次世界大战

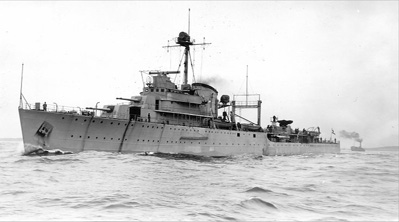
荷兰特隆普号

一些鱼雷巡洋舰一直服役到1940年代。荷兰人建造的特隆普号1937年才下水。特隆普号建造的时候为了避开政治压力，用的是“大型驱逐舰”的名义，而实际上也的确比同时代的轻巡要小得多、速度也高达35节，装备6具鱼雷发射管和6门150毫米炮（只有炮盾、没有炮塔），主要活动于太平洋地区，用以保护荷属东印度、对抗日益强大的日本海军。
而另一边，日本海军之于更加强大的美国海军，就正如荷兰海军之于日本海军。日本对于假想敌美国海军提出了“渐减邀击”的作战方案，其中很重要的一环就是使用鱼雷对美军进行突袭。随着九三式鱼雷的问世，日本方面立即着手将原有的军舰加以改装，以装备这种新式的大威力鱼雷。日本海军决定将三艘球磨级轻巡改装成所谓的“重雷装舰”，即北上號、大井號和木曾號。1941年北上、大井两舰开始进行改造，船体大幅度扩大、舰桥也加以延长，还拆除了主、副武器，取而代之的是每侧5座4联装610毫米鱼雷管，使全舰达到了总计40具鱼雷发射管之多。木曾虽然原本也计划进行相应的改装，但一直没有实行。1942年北上、大井两舰的改造作业完成，但日军方面对于这种几乎只有鱼雷武装的军舰的应用依然比较谨慎；两舰最初的任务是运输第二师团赴台湾，随着战争形势的发展，1943年两舰在新加坡接受了改装，拆除了部分鱼雷发射管，此后一直作为高速运输船使用，而不再担当过原本设计的角色。